# آنترو اوجالا
آنترو اوجالا (انگلیسی: Antero Ojala; ۱۰ دسامبر ۱۹۱۶ – ۵ فوریهٔ ۱۹۸۲) اسکیت‌باز سرعت اهل فنلاند بود.